# Hisato Sato
Hisato Sato (n. 12 martie 1982) este un fotbalist japonez.

## Statistici
| Japonia | Japonia | Japonia |
| An      | Meciuri | Goluri  |
| ------- | ------- | ------- |
| 2006    | 12      | 3       |
| 2007    | 7       | 0       |
| 2008    | 6       | 0       |
| 2009    | 3       | 1       |
| 2010    | 3       | 0       |
| Total   | 31      | 4       |